# Daly (Schiff)
Die USS Daly (DD-519) war ein zur Fletcher-Klasse gehörender Zerstörer der United States Navy. Sie nahm am Zweiten Weltkrieg und am Koreakrieg teil. 1960 wurde sie außer Dienst gestellt und gehörte bis Dezember 1974 zur Reserveflotte. 1976 wurde sie zum Abbruch verkauft.

## Namensgeber
Daniel Joseph „Dan“ Daly (1873–1937) war ein Sergeant Major des US Marine Corps und einer von neunzehn Trägern der Medal of Honor, denen die Auszeichnung zweimal verliehen worden ist.

## Technik

### Rumpf und Antrieb
Der Rumpf der USS Daly war 114,7 m lang und 12,2 m breit. Der Tiefgang betrug 5,4 m, die Verdrängung 2.100 Tonnen. Der Antrieb des Schiffs erfolgte durch zwei Dampfturbinen von General Electric, der Dampf wurde in vier Kesseln von Babcock & Wilcox erzeugt. Die Leistung betrug 60.000 Wellen-PS, die Höchstgeschwindigkeit lag bei 35 Knoten.

### Bewaffnung und Elektronik
Hauptbewaffnung des Zerstörers waren fünf 5"/38 Mk.30-Einzeltürme und zwei Torpedorohrsätze mit jeweils fünf 21"-Torpedorohre. Zur Flugabwehr war die USS Daly mit sechs 40-mm-Bofors- und zehn 20-mm-Oerlikon-Flugabwehrgeschütze ausgerüstet. Anfang 1945 erhielt sie als einer der letzten Zerstörer ihrer Klasse eine verstärkte Flugabwehrbewaffnung. Die 20-mm-Geschütze im Bereich der Brücke wurden durch 40-mm-Geschütze ersetzt, so dass die USS Daly über fünf 40-mm-Zwillingsgeschütze und sieben 20-mm-Geschütze auf Einzellafette verfügte. Zur Bekämpfung von U-Booten war das Schiff am Heck mit zwei Ablaufschienen für 600-lb.-Wasserbomben und mit jeweils drei K-Gun-Wasserbombenwerfer für 300-lb.-Wasserbomben an Steuer- und Backbordseite ausgerüstet.
Die USS Daly war mit Radar ausgerüstet. Am Mast über der Brücke waren ein SG- und ein SC-Radar montiert, mit denen Flugzeuge auf Entfernungen zwischen 15 und 30 Seemeilen und Schiffe in Entfernungen zwischen 10 und 22 Seemeilen geortet werden konnten. Zur Unterwasserortung war ein QC-Sonar eingebaut.

## Geschichte
Die USS Daly wurde am 29. April 1942 bei Bethlehem Shipbuilding Corporation auf Staten Island auf Kiel gelegt. Am 24. Oktober 1942 wurde sie von A. Ransweiler, der Nichte des Namensgebers, getauft und am 10. März 1943 unter dem Kommando von Commander R. G. Visser in Dienst gestellt. Sie gehörte zum Destroyer Squadron (DesRon) 24.

### 1943
Zwischen Mitte Mai und Ende Juni 1943 gehörte die Daly zum Geleitschutz des Flugzeugträgers Ranger und schützte ihn während verschiedener Übungs- und Patrouillenfahrten vor Neufundland. Anschließend lief sie nach New York und eskortierte die Lexington nach San Diego, wo die Schiffe am 4. August einliefen. Einen Tag später nahm der Zerstörer Kurs auf Alaska und erreichte am 11. August Adak. Vom 15. bis 21. August eskortierte die Daly Truppentransporter für die Landung auf Kiska und übernahm bis zum 18. November Geleit- und Patrouillendienste zwischen Kiska und Attu.
Am 23. November erreichte sie Pearl Harbor und lief von dort am 9. Dezember mit Ziel Milne Bay auf Neuguinea, die sie am 18. Dezember erreichte, aus. Sie nahm an der Operation Dexterity, der Landung auf Neubritannien, teil. Zusammen mit den Zerstörern Beale, Hutchins und Brownson eskortierte sie einen Geleitzug mit Truppen und Versorgungsgütern von Cape Cretin auf Neuguinea nach Cape Gloucester. Am 26. Dezember 1943 um 7:30 Uhr landeten US Marines auf Neubritannien. Die Daly bezog nach der Landung Position vor der Küste und befand sich um 14:19 Uhr acht Seemeilen nördlich von Cape Gloucester, als mehrere japanische Flugzeuge vom Radar geortet wurden. Zum Abfangen wurden P-38 Lightning herangeführt. Einigen Aichi D3A Val gelang es, den Jagdschutz zu durchbrechen und die amerikanischen Schiffe anzugreifen. Die Daly konnte zwei japanische Flugzeuge abschießen. Anschließend rettete sie 168 Überlebende der während des Luftangriffs versenkten Brownson. Weitere Überlebende wurden durch die Lamson gerettet.

### 1944
Die USS Daly deckte die Rückfahrt der LST nach Cape Sudest und eskortierte anschließend einen Konvoi nach Saidor, wo zwischen dem 2. und 4. Januar 1944 mit der Operation Michaelmas eine weitere Landung der Operation Dexterity stattfand. Sie blieb bis zum 4. Februar vor Ort und kehrte am 22. Februar, nach einem Aufenthalt in Sydney, in die Milne Bay zurück.
Die USS Daly wurde der Task Group (TG) 74.2 unterstellt, die zur Eroberung der Admiralitätsinseln zusammengestellt wurde. Der Zerstörer nahm an der Beschießung der Insel Los Negros am 29. Februar und von Seeadlerhafen am 7. März teil. Das Schiff lief am 12. März 1944 erneut in die Milne Bay ein. Am 17. März beschoss die USS Daly die Hafenanlagen von Wewak, setzte am 21. und 22. April ihre Artillerie während der Eroberung von Hollandia ein und bekämpfte am 29. und 30. April Ziele auf Sawar und Wakde. Anschließend patrouillierte sie zwischen Aitape und Tanamerah. Vom 15. Mai bis 5. August 1944 war die USS Daly an den amerikanischen Operationen im Westen Neuguineas beteiligt.
Nach einer Überholung in Sydney nahm sie zusammen mit den Zerstörern Hutchins, Beale, Bache, Abner Read, Bush, Ammen, Mullany, Arunta und Warramunga an der Landung auf Morotai, der letzten großen Landungsoperation in Neuguinea, am 15. September teil.
Am 13. Oktober 1944 lief die USS Daly als Teil der 7. US-Flotte zur Rückeroberung der Philippinen aus, welche am 20. Oktober mit der Landung auf Leyte begann. Die Japaner entschlossen sich, zur Abwehr dieses Angriffs jedes verfügbare größere Kriegsschiff einzusetzen, um die angelandeten Truppen zu vernichten. Um die Invasion zu stoppen, näherte sich die japanische Flotte am 24. Oktober in drei Gruppen Leyte. Die USS Daly war Teil des Schirmes, der die unter dem Kommando von Rear Admiral Jesse B. Oldendorf stehende Task Group (TG) 77.2 in der Straße von Surigao schützte. TG 77.2 sollte die aus zwei Schlachtschiffen, einem Schweren Kreuzer und vier Zerstörern bestehende 1. Kampfgruppe C unter dem Kommando von Vizeadmiral Shōji Nishimura abfangen. Die USS Daly stand zusammen mit USS Hutchins, USS Bache, HMAS Arunta, USS Beale und USS Killen an der rechten Flanke der alliierten Schiffe.
In der folgenden Seeschlacht in der Surigao-Straße gingen bis auf den Zerstörer Shigure alle japanischen Schiffe verloren.
Die USS Daly nahm im November Kurs auf die Westküste der Vereinigten Staaten, um in der Heimat überholt zu werden.

### 1945
Am 16. Februar 1945 erreichte die USS Daly die Gewässer vor Iwo Jima. Sie rettete am 21. Februar elf Überlebende des durch einen Kamikazeangriff versenkten Geleitflugzeugträger Bismarck Sea. Am 7. März 1945 verließ sie das Seegebiet und lief in die San Pedro Bay auf Leyte, um sich dort den für die Landung auf Okinawa vorgesehenen Schiffen anzuschließen.
Am 27. März verließ sie die San Pedro Bay und nahm Kurs auf Okinawa Hontō. In der Nacht vor dem Love-Day, dem D-Day der Operation Iceberg, nahm sie an der Beschießung von Zielen an der Küste zur Vorbereitung der Invasion teil. Im weiteren Verlauf der Operation unternahm sie Patrouillenfahrten entlang der Küste Okinawas. Am 28. April konnte sie einen Kamikazeangriff abwehren. Das abgeschossene Flugzeug schlug knapp 25 m vom Zerstörer entfernt auf die Wasseroberfläche. Durch die Explosion der mitgeführten Bombe wurden drei Mann getötet und 16 verwundet. Zur Reparatur fuhr die USS Daly zu den Kerama-Inseln und konnte bereits nach kurzer Zeit wieder eingesetzt werden. Am 25. Mai wurde die USS Bates Opfer eines Kamikazes und die USS Daly rettete einen Schwerverwundeten von dem sinkenden Schiff. Anfang Juni gehörte sie zum Zerstörerschirm, die die Flugzeugträger der TF 38 beim Luftangriff auf Japan am 10. Juni schützten.
Nach Munitions-, Betriebsstoff- und Verpflegungsübernahme im Golf von Leyte kehrte die USS Daly am 16. Juli 1945 in die Gewässer vor Okinawa zurück. Sie gehörte zur TF 95 die im Ostchinesischen Meer den gegnerischen Schiffsverkehr bekämpfen sollte. Vor Kriegsende führte der Zerstörer noch Operationen in der Mündung des Jangtsekiang und im Seegebiet vor Shanghai durch. Am 14. September erreichte der Zerstörer Nagasaki und verblieb bis zum 17. November in japanischen Gewässern. Das Schiff lief am 6. Dezember in San Diego ein und fuhr von dort weiter nach Charleston, South Carolina, wo sie am 23. Dezember ankam.

### 1946–1960
Am 18. April 1946 wurde die USS Daly außer Dienst gestellt und der Reserveflotte zugeteilt. Ihre erneute Indienststellung erfolgte am 6. Juli 1951. Neuer Heimathafen des Schiffes war der Marinestützpunkt Newport. Zwischen dem 18. März 1953 und 15. Januar 1954 umrundete sie die Erde. Sie fuhr mit der TF 77 nach Korea, wo sie vor Jeju-do patrouillierte, Der Heimweg führte sie durch den Indischen Ozean und das Mittelmeer. Die nächste größere Fahrt führte sie zwischen dem 28. Juli und 28. November 1955 nach Nordeuropa und ins Mittelmeer. Anschließend wurde sie mit der U-Jagdgruppe Hunter-Killer Group 3 bis zum 10. April in der Karibik eingesetzt. Am 4. Januar 1957 verließ sie erneut Newport und fuhr nach Afrika, den Nahen Osten und Südasien mit Aufenthalten in Freetown, Simon’s Town, Kapstadt, Mombasa, Karatschi, Aden, Eritrea und auf den Kanarischen Inseln. Die USS Daly kehrte am 7. Juni 1957 zu ihrem Stützpunkt zurück. Zwischen dem 3. September und 27. November 1957 fuhr sie erneut nach Nordeuropa und ins Mittelmeer, wo sie als Teil der 6. US-Flotte an Manövern der NATO teilnahm. Ihre letzte größere Fahrt führte sie vom 17. März bis 11. Oktober 1959 ins Mittelmeer und den Persischen Golf.

### Verbleib
Am 2. Mai 1960 wurde die USS Daly in Norfolk außer Dienst gestellt und der Reserveflotte zugewiesen. Der Zerstörer wurde am 1. Dezember aus der Liste der Kriegsschiffe gestrichen und am 22. April 1976 zum Abbruch verkauft.

## Auszeichnungen
Die USS Daly wurde mit acht Battle Stars für ihre Einsätze im Zweiten Weltkrieg und einem weiteren Battle Star während des Koreakrieges ausgezeichnet.